# 高岭蒿
高岭蒿（学名：Artemisia brachyphylla）是菊科蒿属的植物。分布于朝鲜以及中国大陆的吉林等地，生长于海拔800米至2,100米的地区，常生于森林草原、林下、灌丛等、亚高山草甸、砾质坡地、林缘、路旁或局部地区为植物群落的主要伴生种，目前尚未由人工引种栽培。

## 别名
长白山蒿、绒叶蒿（吉林），“塔格音-沙里尔日”（蒙语名）